# Ganiganahalli, Malur
Ganiganahalli là một làng thuộc tehsil Malur, huyện Kolar, bang Karnataka, Ấn Độ.